# Randolph Scott
George Randolph Scott  (Orange County, 23 januari 1898 – Beverly Hills, 2 maart 1987) was een Amerikaans filmacteur. Zijn actieve filmcarrière liep van 1928 tot 1962.

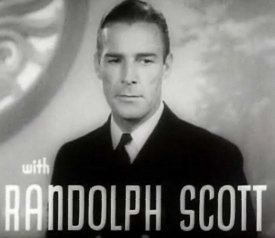
Randolph Scott in Follow the Fleet

## Filmografie
Scott heeft in vele filmgenres gespeeld; sociale drama's, thrillers, komedies, westerns, musicals, avonturenfilms, oorlogsfilms, en zelfs in enkele horrorfilms en fantasyfilms. Het bekendst echter is hij als de rijzige antiheld uit de westerns. Hij verscheen in meer dan 100 films en daarvan zijn er meer dan 60 westerns. Met dat aantal overtreft hij 'de' westernheld bij uitstek John Wayne. 
Scott heeft in zijn meer dan dertig jaren durende carrière met vele bekende cineasten gewerkt, onder wie Michael Curtiz (Virginia City, 1940), King Vidor (So Red the Rose, 1935), Fritz Lang (Western Union, 1941), Henry Hathaway (Go West, Young Man, 1936), Henry King (Jesse James, 1939), Allan Dwan (Frontier Marshal, 1939), Rouben Mamoulian (High, Wide, and Handsome, 1937) en Sam Peckinpah onder wiens regie hij zijn laatste film, de als een klassieker beschouwde western Ride the High Country (1962), draaide. Hij werkte later ook heel dikwijls samen met minder bekende regisseurs als Ray Enright, Edwin L. Marin, André de Toth en Budd Boetticher. 
De zeven films die hij op het einde van zijn carrière onder regie van Boetticher draaide waren klassieke westerns waarin hij de stoïcijnse, eenzame en door het leven gelouterde revolverheld speelt:
- Seven Men from Now (1956)
- The Tall T (1956) (opgenomen in het National Film Registry in 2000)
- Decision at Sundown (1957)
- Buchanan Rides Alone (1958)
- Westbound (1958)
- Ride Lonesome (1959)
- Comanche Station (1960)

In deze films wordt de natuurlijke entourage gevormd door de ruige landschappen van de Californische Sierra's. Bekende slechteriken die daarin als tegenspelers fungeerden waren Richard Boone in The Tall T, en Claude Akins in Comanche Station. 
Scott werkte met vele vrouwelijke sterren, onder wie Shirley Temple, Irene Dunne, Mae West, Marlene Dietrich, Ginger Rogers, Virginia Mayo en Gene Tierney.

## Privéleven
In de jaren 30 deelde hij een huis met de acteur Cary Grant. De geruchten dat ze een homoseksuele relatie zouden hebben, zorgden ervoor dat de filmstudio ze dwong apart te gaan wonen om een schandaal te voorkomen. Hoewel Grant altijd ontkend heeft biseksueel te zijn, bestaan er foto's met Scott die een homo-erotische ondertoon hebben. Volgens regisseur George Cukor (die drie films met Grant maakte) wilde Scott zijn relatie met Grant aan vrienden wel toegeven, maar weigerde Grant dit om zijn imago te beschermen.
Randolph Scott stierf op 89-jarige leeftijd aan hart- en longaandoeningen in 1987.